# Anna Bagge
Anna Bagge var en svensk översättare som mellan 1912 och 1939 översatte runt 40 böcker från engelska, tyska och franska. Närmare upplysningar om henne har ej kunnat fastställas.

## Översättningar (urval)
- David Potter: Armbandet (Nordiska förlaget, 1912)
- Henry Rider Haggard: Drottningens av Saba ring (Västra Sverige, 1914)
- Louis Batiffol: Hertiginnan de Chevreuse (Wahlström & Widstrand, 1914)
- Edmond Rossier: Drottningprofiler (Wahlström & Widstrand, 1919)
- Marie Kleinmichel (Marija Ėduardovna Klejnmichelʹ): En värld i spillror (Wahlström & Widstrand, 1922)
- Bröderna Goncourt: Germinie Lacerteux (Wahlström & Widstrand, 1923)
- Edouard Schuré: Österland och Västerland (Wahlström & Widstrand, 1924)
- William La Queux: Sett och hört om konungar, ryktbarheter och skälmar (Wahlström & Widestrand, 1924)
- Frederick Spencer Hamilton: Förgången prakt och ståt: några fragmentariska minnesanteckningar från Europas hov av en engelsk diplomat (Wahlström & Widstrand, 1925)
- Kathlyn Rhodes: Öknens trollmakt (Svenska andelsförlaget, 1927)
- Philip Macdonald: Brottet på Abbotshall (Västra Sverige, 1927)
- Hugh Walpole: Trähästen (Geber, 1929)
- Upton Close: Månflickan (Geber, 1929
- Philip MacDonald: Minister mördad (översättning Håkan Bergstedt [pseudonym för Anna Bagge], Bonnier, 1933)
- Sax Rohmer: Fu Manchus mask (Geber, 1934)
- Sheila Fitzgerald: Ungersk rapsodi (B. Wahlström, 1934)
- Beale Davis: Bocken utan horn: en Haiti-roman (B. Wahlström, 1935)
- George Goodchild: Vägen till Marrakesh (B. Wahlström, 1936)
- Susan Coolidge: Vad Katy gjorde sedan (B. Wahlström, 1937)
- Richard Henry Savage: Min officiella hustru (B. Wahlström, 1939)